# Hinesville
Hinesville város az USA Georgia államában, Liberty megyében, melynek megyeszékhelye is. Lakosainak száma 34 891 fő (2020. április 1.).

## Népesség
A település népességének változása:
| Lakosok száma | 162  | 33 437 | 34 891 |
|               | 1880 | 2010   | 2020   |